# Тель-Авив в огне
«Тель-Авив в огне» — комедийно-драматический сатирический фильм 2018 года режиссёра Самеха Зоаби.

## Сюжет
Салем — палестинец из Восточного Иерусалима, работает ассистентом режиссёра мыльной оперы «Тель-Авив в огне», телесериала об истории палестинской шпионки, соблазняющей офицера ЦАХАЛа. Хотя сериал носит явно антиизраильский характер, но пользуется популярностью как у палестинцев, так и у израильтян.
Скромный и неуклюжий, Салем никогда не получил бы эту работу, но продюсером сериала является его дядя. Салем влюблён в успешную женщину-врача Марьям, которая тоже его любит, но не верит в серьёзность молодого человека. В то же время Салему строит глазки звезда телесериала актриса Талу.
Аси — израильский командир контрольно-пропускного пункта, через который Салем должен проходить каждый день, чтобы попасть на работу. У него есть проблема — его жена любит этот телесериал, и на все его замечания, что это антиизраильская чушь и полная ерунда, получает от неё насмешки.
Как-то Аси говорит Салему, что с военной точки зрения повороты сюжета в телесериале нереалистичны, и предлагает свой вариант сюжета. Это не просьба, а приказ, учитывая, что Аси может превратить жизнь Салема в ад, отказавшись пропустить его через контрольно-пропускной пункт. Аси же получает возможность впечатлить жену, рассказав ей о том, что произойдёт дальше в сериале.
Салем использует идею Аси в сценарии, такой поворот сюжета впечатляет режиссёра, и Салема внезапно повышают до штатного сценариста. И он получает признание Марьям, которая соглашается выйти за него замуж.
Есть только одна проблема: Салем не умеет писать сценарии. И тогда Салем заключает сделку с Аси, который помогает ему писать сценарий в обмен на прекрасный палестинский хумус и обещание, что по сюжету палестинская шпионка влюбится в израильского офицера и в финале сериал закончится их свадьбой.
Однако, когда сериал идёт к завершению, палестинские инвесторы сериала требуют, чтобы в финале шпионка взорвала бомбу на свадьбе, убив себя, офицера ЦАХАЛа и его товарищей.
Салему нужно выпутываться из этого затруднительного положения и сдержать обещание, данное Аси, ведь иначе вскроется, что не он автор сценария, и он не только потеряет работу — тогда уже сорвётся реальная свадьба — его и Марьям, которая и так постоянно обвиняет Салема в ненадёжности. Аси находит выход — он в сценарии срывает свадьбу и шпионка хотя всё-таки и взрывает бомбу, но без последствий. И это переводит сериал на второй сезон: Салем сохраняет работу сценариста и женится на Марьям.

## В ролях
- Каис Насеф — Салем Аббас, палестинец, помощник режиссёра телесериала
- Янив Битон — Аси Цур, капитан ЦАХАЛа, офицер контрольно-пропускного пункта
- Лубна Азабаль — Тала, актриса, звезда телесериала
- Надим Савалха — Бассем, дядя Салема и продюсер телесериала
- Майса Абд Эльхади — Марьям, невеста Салема
- Юсеф Свейд — Каррем
- Ашраф Фара — Марван
- Салим Дау — Атеф
- Летиция Эйдо — Майса
- Ула Табари — Сара
- Шифи Алони — жена Аси
- Левана Финкельштейн — тёща Аси

## Производство
Фильм является совместным производством Люксембурга, Израиля и Франции, получил финансирование от Люксембургского кинофонда, Израильского кинофонда, YES Israel Films, мультикультурного кинофонда «Гешер» и израильского государственного организатора лотерей «Мифаль ха-Паис».

## Фестивали и награды
Фильм участвовал в конкурсных программах многих международных кинофестивалей, в том числе:
- 2019 — Израильская премия «Офир» — приз в категории «Лучший сценарий» и номинировался категориях: «Лучший фильм», «Лучший актёр второго плана» (Янив Битон), «Лучший кастинг»
- 2019 — Премия Европейской киноакадемии — фильм номинировался в категории «Лучшая европейская комедия»
- 2018 — 75-й Венецианский кинофестиваль, Программа «Горизонты» — Приз лучшему актёру (Каис Насеф)
- 2018 — Международный хайфский кинофестиваль — призы в категориях «Лучший фильм» и «Лучший сценарий»

Фильм был заявлен от Люксембурга на кинопремию «Оскар» (2020) в категории «За лучший фильм на иностранном языке», но не был принят в качестве номинанта.

## Приём зрителями и критика
На 2021 год на агрегаторе рецензий Rotten Tomatoes рейтинг одобрения фильма составляет 90 % на основе 61 рецензии, со средним рейтингом 6,8/10. Консенсус критиков сайта гласит: «Продуманный и хорошо сыгранный фильм подчёркивает ужасную абсурдность войны и доказывает, что можно найти юмор в разгар культурного конфликта». Израильский кинорежиссёр Сайед Кашуа в интервью газете «Judische Allgemeine» подчеркнул, что именно подобными фильмами — посредством сатиры — лучше всего передаётся абсурдность и многополярность ближневосточного конфликта.